# Renault Alpine A310
Der Alpine A310 (auch: Alpine Renault A310 oder Renault Alpine A310) ist ein Sportwagen des französischen Automobilherstellers Alpine, der von Frühjahr 1971 bis Anfang 1985 hergestellt wurde.
Er wurde in einer Stückzahl von 11.616 Exemplaren gefertigt, wovon 2340 Fahrzeuge auf die A310-Vierzylindermodelle (1971–1976) und 9276 Fahrzeuge auf den Nachfolger A310 V6 (1976–1985) entfielen. Der A310 V6 ist nach den Verkaufszahlen das erfolgreichste Modell der Marke Alpine.
Als Vorgänger des A310 gilt der A110 Berlinette, der jedoch noch bis Ende 1977 parallel zum A310 weitergebaut wurde.
Nachfolger des A310 sind die Modelle Alpine V6 GT und Alpine V6 Turbo (D500/D501). Der A310 wurde wie seine Vorgänger noch vollständig von Hand gefertigt. Diese Tradition endete bei den Nachfolgemodellen.
Der A310 war das letzte Alpine-Modell, das vom Firmengründer Jean Rédélé entwickelt wurde, bevor er die Marke Alpine vollständig an den Staatskonzern Renault verkaufte. Durch den Einfluss von Renault auf die Vermarktung der Marke Alpine wurde der doppelte Markenname „Alpine Renault“, später (1980er Jahre) „Renault Alpine“, als Verkaufsbezeichnung bei Fahrzeugen der Marke Alpine verwendet. Davon betroffen war auch der A310. In den originalen Fahrzeugpapieren des A310 änderte sich jedoch nichts, dort wurde auch weiterhin nur Alpine als Hersteller und Marke offiziell eingetragen (Typschlüsselnummer: 3033/3030000).
1989 änderte der damalige Mutterkonzern Renault seine Strategie bezüglich der Vermarktung der Marke Alpine wieder und ließ den doppelten Markennamen „Renault Alpine“ als Verkaufsbezeichnung vollständig streichen. Die Fahrzeuge wurden wieder ausschließlich mit Emblemen von Alpine ab Werk ausgestattet und als Alpine verkauft. Die Rückbesinnung auf die Ursprünge sollte der Marke Alpine das eigenständige Image wieder zurückgeben. Die Zeit der unscharfen Trennung von beiden Marken, die rechtlich gesehen zu jedem Zeitpunkt zwei eigenständige Marken waren, führte von jeher zu Verwirrungen, welchem Hersteller und welcher Marke die Alpine-Fahrzeuge korrekterweise zugeordnet werden müssen.
Als Neuwagen war der Alpine A310 in Deutschland über einen Alpine-Stützpunkt zu bestellen. Diese Stützpunkte wurden innerhalb des vorhandenen Renault-Händlernetzes eingerichtet, sodass die ausgesuchten Renault-Vertragshändler beide Marken vertraten.

## Entwicklung
1968 begann Jean Rédélé, der Gründer und damalige alleinige Inhaber der Sportwagenmarke Alpine mit der Entwicklung des A310. Rédélé wollte die geschrumpfte Modellpalette von Alpine mit einem vollkommen neuen Sportwagenmodell ergänzen. Es hatte seit Beginn der 1960er Jahre keine Entwicklungsarbeit für neue Alpine-Modelle mehr gegeben. Rédélé setzte bei seinem neuen Fahrzeug nicht mehr allein auf Sportlichkeit wie noch bei dem A110 Berlinette, sondern wollte dem neuen Wagen zusätzlich mehr Komfort zukommen lassen.
Der A310 sollte als französischer Porsche-Konkurrent auf den Markt kommen. Wie bei Porsche war ein 2+2-Sitzer mit Sechszylindermotor geplant. Das 2+2-sitzige Konzept ließ sich nur eingeschränkt umsetzen. Zwar hatte der A310 hinter den Fahrersitzen zwei Notsitze; sie waren jedoch sehr knapp und glichen eher zwei Vertiefungen.
Entwickelt wurde der A310 im Wesentlichen von sechs Personen: Richard Bouleau war der Chefingenieur, Roger Prieur war für Detailfragen der Technik zuständig, Bernard Dudot – später an Renaults Formel-1-Programm beteiligt – verantwortete die Mechanik, Michel Beligond und Yves Legal waren die Stylisten, und Marcel Hubert überwachte die Aerodynamik. Die Arbeiten wurden zu einem großen Teil in Jean Rédélés Privatwohnung durchgeführt, weil das alte Werk in der Avenue Pasteur zu klein geworden, das neue Werk in der Avenue de Bréauté in Dieppe aber noch nicht ganz fertig war. Die ersten Pläne und Modelle des Fahrzeugs entstanden in der Küche von Jean Rédélé. Da der PRV-Motor, der von Renault, Peugeot und Volvo gemeinsam entwickelt wurde, noch nicht serienreif war, entschied man sich, den A310 zunächst mit dem Vierzylindermotor des Renault 16 TS auf den Markt zu bringen. Der Prototyp wurde im Frühjahr 1971 in Genf der Öffentlichkeit vorgestellt.

### Technik
Die Technik des A310 war nicht vollständig neu entwickelt. Alpine übernahm zunächst den Zentralrohrrahmen der A110, der mit der Karosserie verklebt wurde, aber für Restaurierungen ohne Probleme wieder abzutrennen ist. Der Radstand entsprach dem des 2+2-sitzigen A110 GT4. Der Motor war hinter der Hinterachse eingebaut. Der Alpine A310 hat allerdings nicht wie der A110 hinten eine Pendelachse, sondern seit der Modellpflege 1981 ungleich lange Doppelquerlenker wie beim Renault 5 Turbo.
Auch vorn waren die Räder einzeln mit Doppelquerlenkern aufgehängt. An beiden Achsen gab es einen Stabilisator und Schraubenfedern. Wenn die Feinabstimmung des Fahrwerks eines Alpine A310 nicht stimmt, wird teilweise von schwierigem Fahrverhalten des Fahrzeugs berichtet. Ist dies der Fall, sollte der Wagen von einem Alpine-Fachmann neu eingestellt werden. Ein korrekt eingestellter A310 wird auch bei hohen Geschwindigkeiten nicht instabil. Das Reserverad, der Tank und der Wasserkühler wurden im Wagenbug untergebracht. Dadurch verbesserte sich die Gewichtsverteilung. Einen Kofferraum gab es nicht. Einige verwenden die Reserveradmulde im Wagenbug als Kofferraum.

### Karosserie
Die Karosserie des A310 bestand im Interesse der Gewichtsreduzierung wie schon bei dem Vorgängermodell aus glasfaserverstärktem Kunststoff. Sie wurde von Hand laminiert. Da zum Beispiel die Türen aus der Karosserie ausgeschnitten wurden, gibt es minimale Unterschiede zwischen den Bauteilen, wodurch das Anpassen von Ersatzteilen erschwert wird.
Die Karosserie geht auf den britischen Designer Trevor Fiore zurück. Fiore war seit den späten 1960er Jahren freier Mitarbeiter der italienischen Carrozzeria Fissore, die unter anderem die Karosserien für den Schweizer Sportwagenhersteller Monteverdi herstellte. Es wird weithin angenommen, dass Peter Monteverdi, Inhaber des Basler Unternehmens, Fiores Entwurf aufgriff und auf dieser Grundlage seinen eigenen Mittelmotorsportwagen namens Hai 450 gestaltete. Daraus erklärt sich die grundsätzliche Ähnlichkeit der Linien des Alpine zu denen des (früher präsentierten) Monteverdi.
Der Entwurf der Karosserie wurde durch Versuche im Windkanal verbessert, was unter anderem dazu führte, dass die Scheinwerfer an der Frontseite unter einer Glasabdeckung verschwanden, um den Luftwiderstand zu senken. Damit erinnerte Alpine an das französische Luxuscoupé Citroën SM, das ein Jahr früher mit einer ähnlich gestalteten Frontpartie erschienen war.
Die Karosserie fiel mit 4,25 m Länge, 1,68 m Breite und 1,15 m Höhe größer aus als die der kleineren A110 Berlinette. Lediglich in der Höhe blieb der Unterschied mit 2 cm gering.
Ein lamellenartiger Schuppengrill der Heckpartie (Motorhaube) des Prototyps und der ersten Exemplare des A310, die manche Beobachter an den Lamborghini Miura erinnerte, sollte den Luftwiderstand verringern. Die französischen Zulassungsbehörden stimmten einer Verwendung des Schuppengrills jedoch nicht zu. Als Grund nennen einige Quellen eine zu starke Beeinträchtigung der Sicht nach hinten durch die Schuppen.

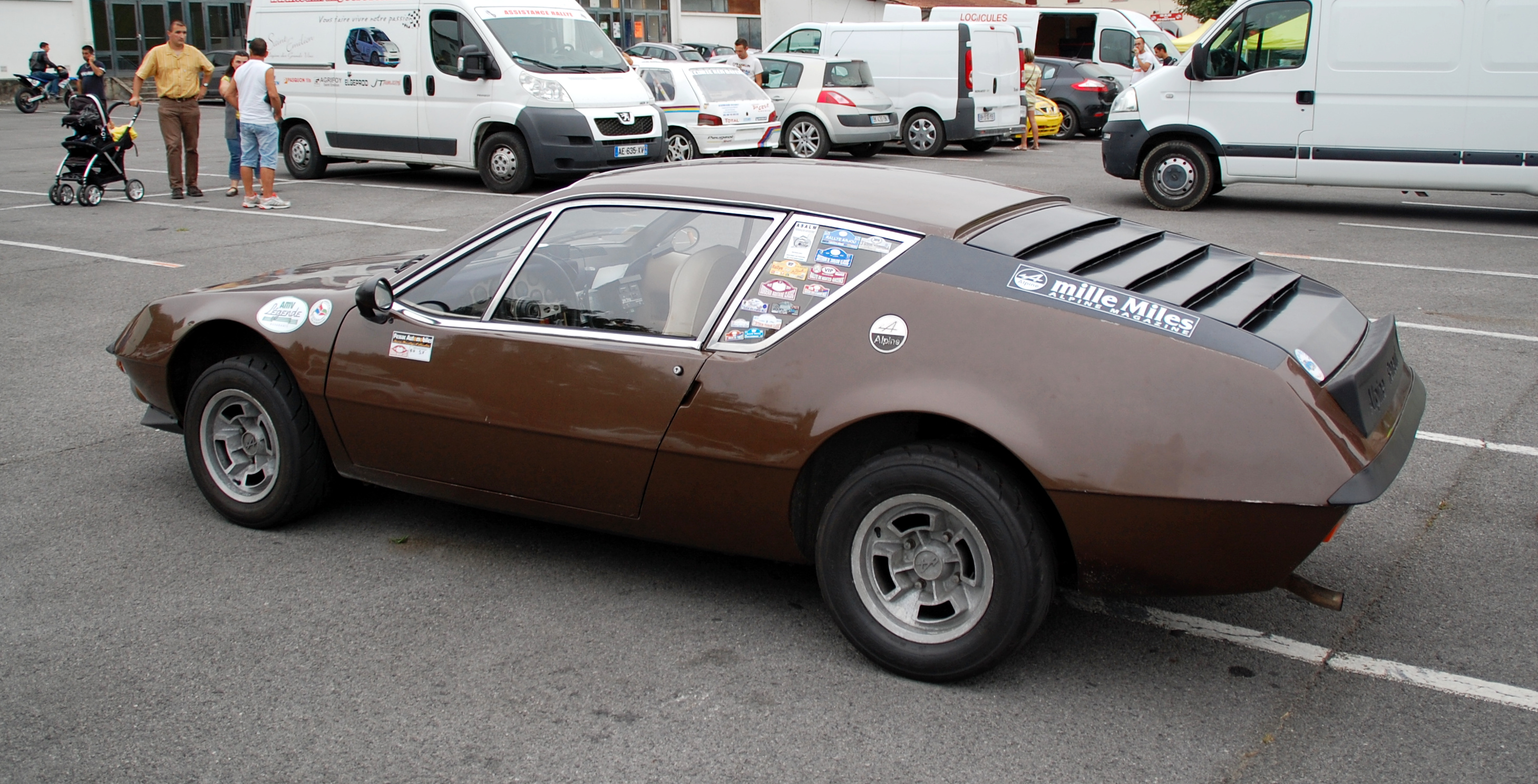
Modell mit Schuppengrill

Daher wurde der Schuppengrill im dritten Baujahr nicht mehr serienmäßig angeboten und durch eine schräg angeordnete Glasscheibe ersetzt. Der Schuppengrill war jedoch im Zubehörhandel auch weiterhin erhältlich und konnte nachgerüstet werden.
Der Prototyp des Alpine A310 von 1971 hatte über der Stoßstange angebrachte Rücklichter. Auch dies musste aufgrund der französischen Zulassungsbestimmungen geändert werden, sodass bei allen Serienmodellen die Rückleuten nach unten versetzt wurden.

## Versionen des Alpine A310

### Vierzylinder-Modelle

#### Alpine-A310-Prototyp
Der Prototyp wurde im Frühjahr 1971 in Genf der Öffentlichkeit vorgestellt. Er gleicht in den wesentlichen Zügen dem Serienmodell mit vier Zylindern, hatte jedoch einen Schuppengrill, und die Rückleuchten waren über der Stoßstange angebracht.

#### Alpine A310
Typ A310 intern: 1600VE / 1600VF.
Nach der Fertigstellung des neuen Werkes in Dieppe begann im Sommer 1971 die Produktion des A310. Der Wagen erhielt den 1,6-Liter-Motor des Renault 16 TS, der mit seinem Querstrom-Zylinderkopf 85 kW (115 PS) leistete.
Der Verkauf lief schleppend an, da einerseits der deutlich leichtere und damit sportlichere A110 Berlinette bis Ende 1977 weiter produziert wurde und speziell Anfang der 1970er-Jahre im Sport große Erfolge einfuhr: Mit ihm war Alpine Sieger bei der Rallye-Europameisterschaft, der Rallye-Weltmeisterschaft, der internationalen Markenweltmeisterschaft und zweimal Dreifachsieger bei der Rallye Monte Carlo. Der sportliche Erfolg ließ die Verkaufszahlen des A110 Berlinette in dieser Zeit stark ansteigen. Zudem war der A310 bei seiner Markteinführung ein vergleichsweise teures Auto. 1972 betrug sein Verkaufspreis in Deutschland 31.975 DM. Das entsprach annähernd dem Preisniveau des Porsche 911 S, der 140 kW (190 PS) leistete, während Porsche für einen 96 kW (131 PS) starken Porsche 911 T 23.480 DM verlangte. Ein Alfa Romeo 2000 GT Veloce mit 131 PS kostete mit 16.790 DM nur etwas mehr als die Hälfte eines Alpine. Das im Vergleich zum A110 etwas höhere Gewicht des A310 machte sich mit dem Vierzylindermotor ebenfalls bemerkbar.
Ab 1973 war der A310 wahlweise mit einer elektronischen Einspritzanlage lieferbar, die bereits im Renault 17 verwendet worden war. Diese Fahrzeuge gingen ausnahmslos in den Export. Als A310 SI leistete das Auto nun 91 kW (124 PS). Aber der Absatz ging infolge der Ölpreiskrise bis Mitte der 1970er-Jahre weiter zurück. Um den Verkauf zu fördern, wurde 1976 eine sparsamere, leistungsschwächere, 70 (95 PS) leistende Version mit der Bezeichnung A310 SX auf den Markt gebracht. Von den verschiedenen Vierzylinder-Versionen des A310 wurden rund 2340 Exemplare gefertigt.
1974 wurde die Karosserie des vierzylindrigen A310 überarbeitet. Die interne Kennzeichnung änderte sich parallel.

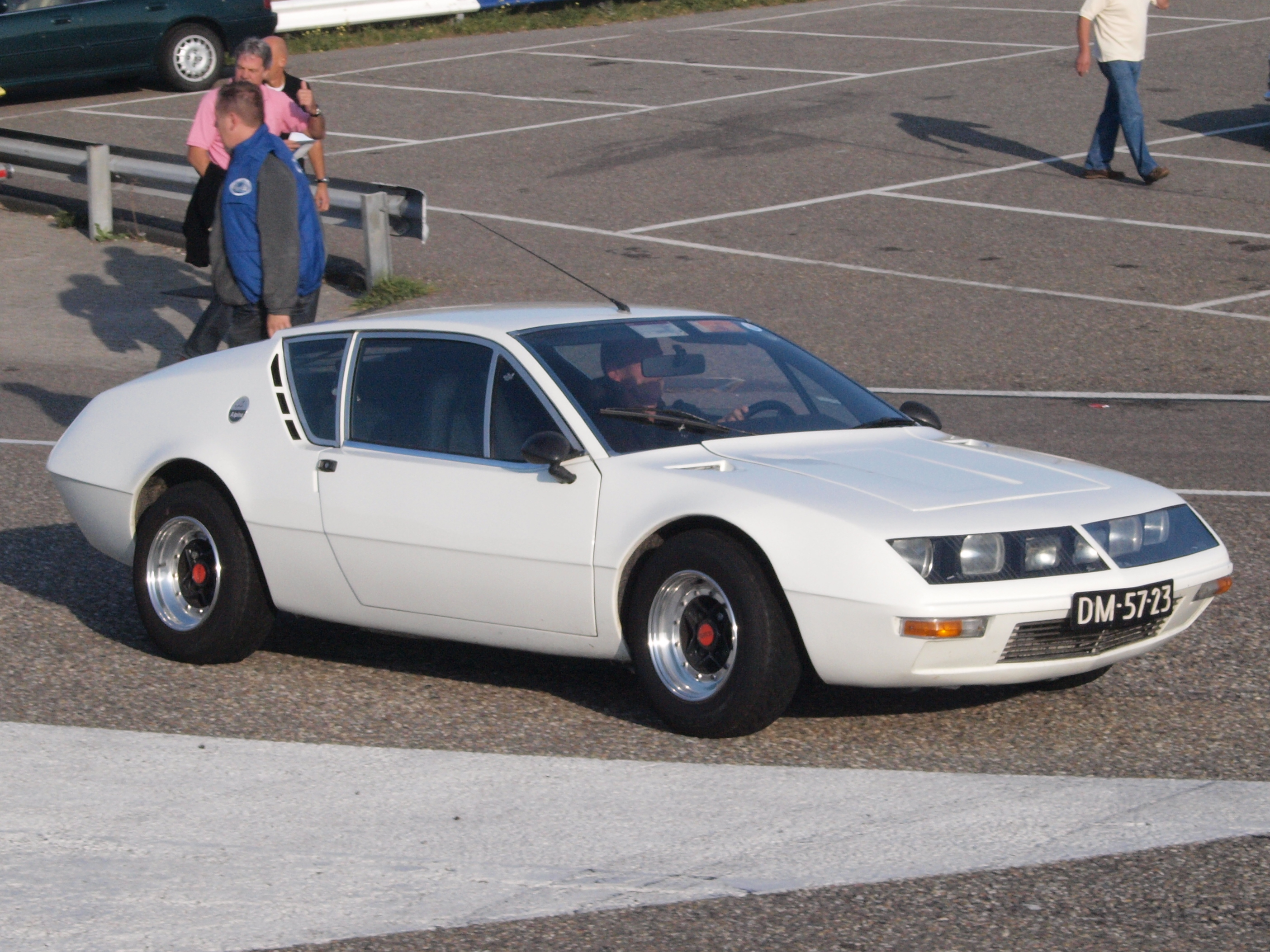
Alpine A310 1600 (1971–1976)
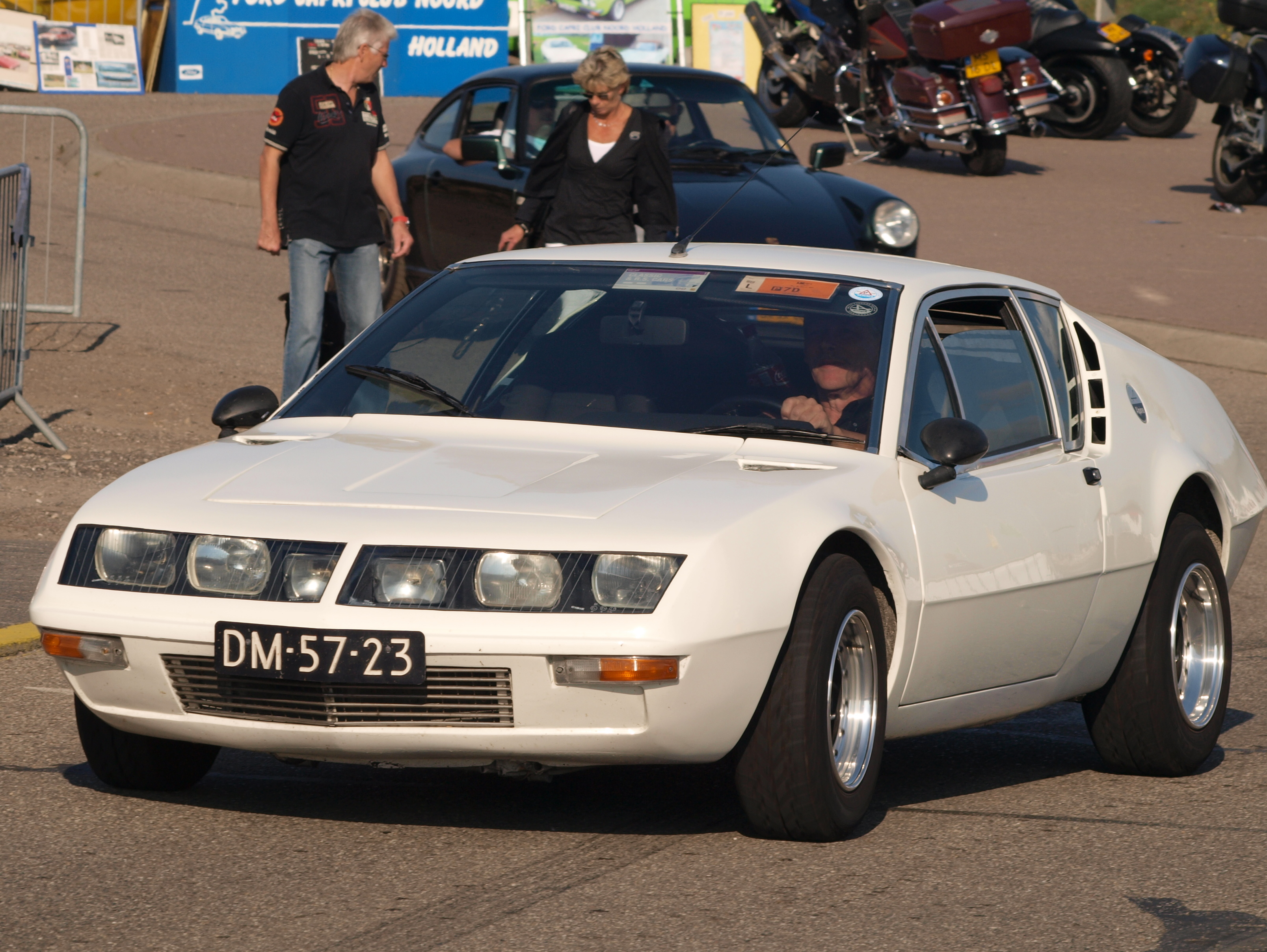
Typisch für die vierzylinderigen A310 ist die verglaste Frontpartie mit sechs Scheinwerfern.
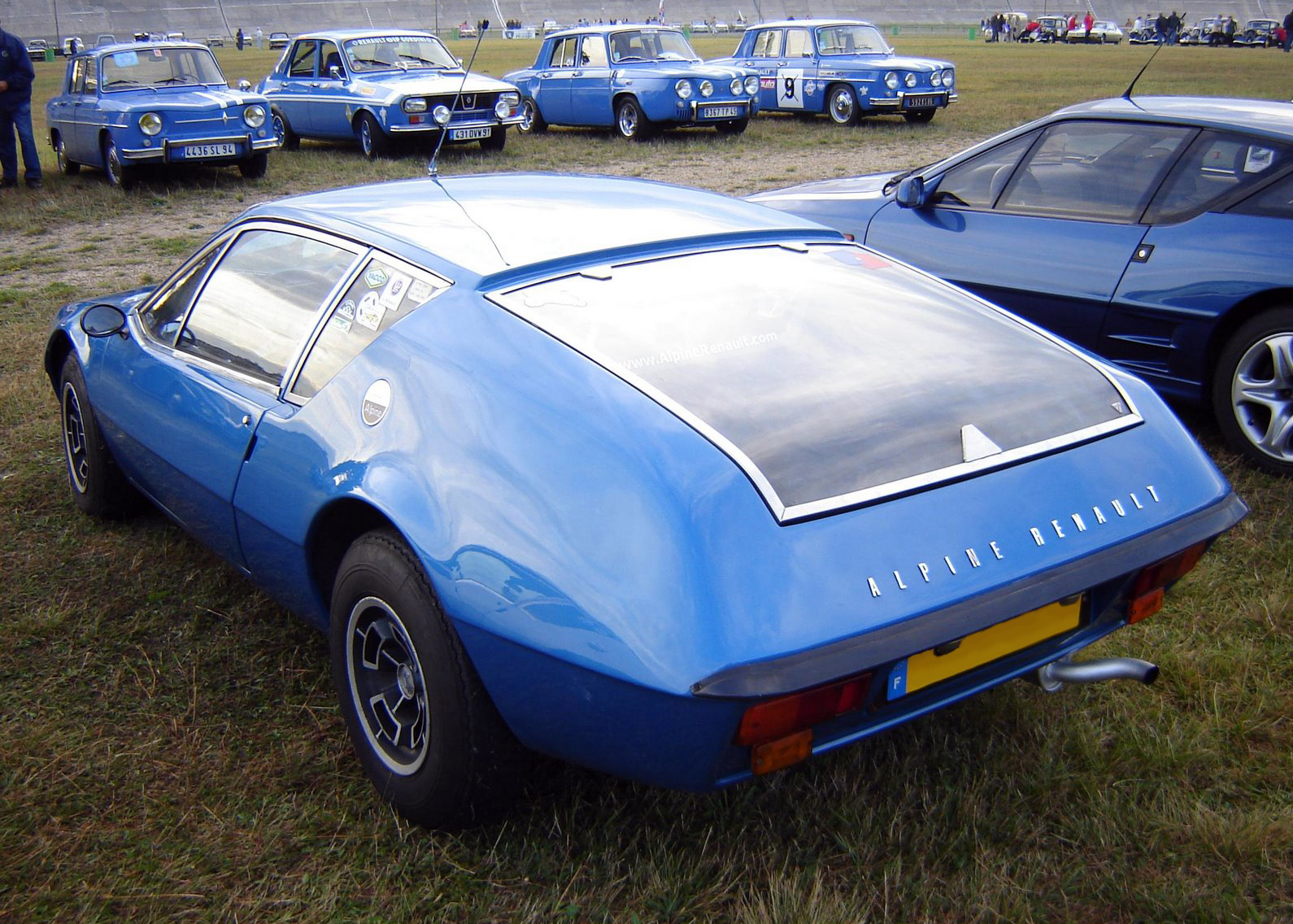
Heckansicht

### A 310 Sechszylinder

#### PRV-Sechszylindermotor und V6-Prototypen

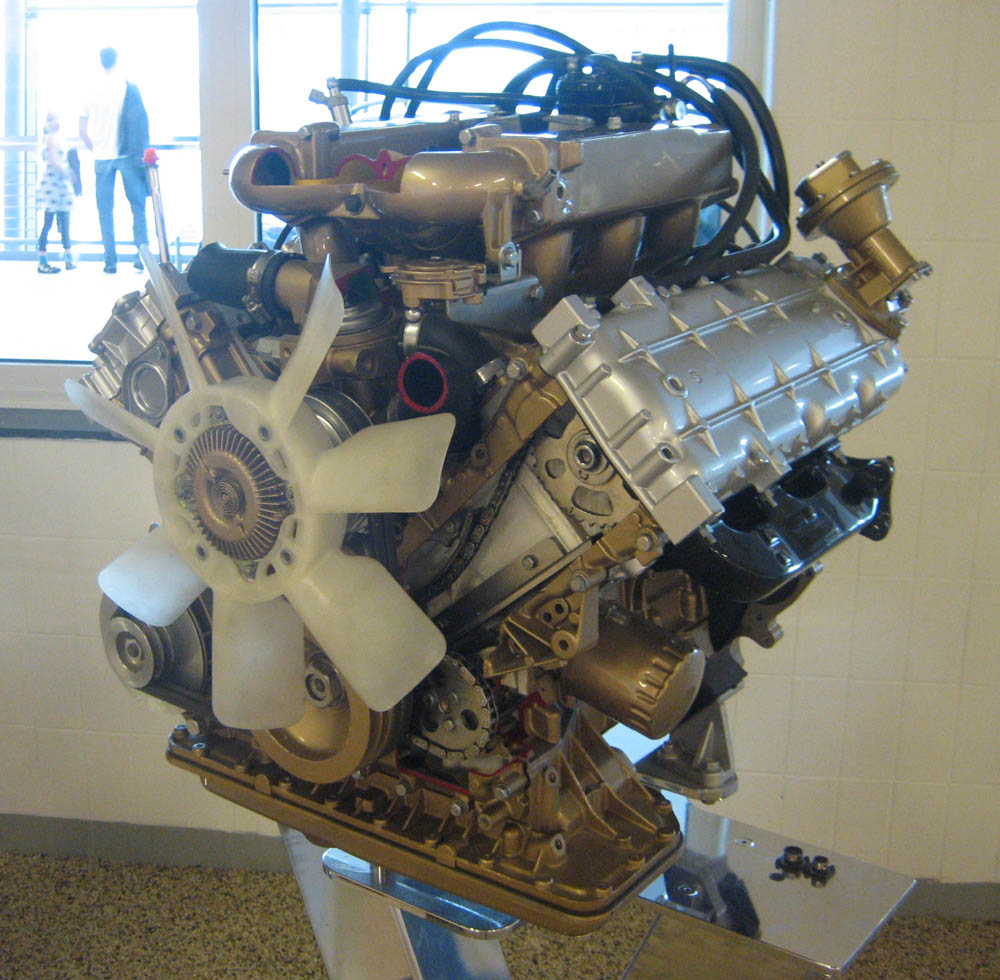
PRV-Motor (hier eine Volvo-Version für Frontmotorfahrzeuge)

Der PRV-Sechszylindermotor entstand in Zusammenarbeit von Peugeot, Renault und Volvo. Er wurde auch in Fahrzeugen der Marke Alpine oder DeLorean verwendet.
Anfang 1975 war die Entwicklung des PRV-V6-Motors abgeschlossen. Er war ursprünglich als Achtzylindermotor entwickelt worden, wurde aber nach der Ölpreiskrise auf sechs Zylinder verkürzt. Da er auch als Sechszylinder den für V8-Motoren idealen Zylinderbankwinkel von 90 Grad und gemeinsame Kurbelzapfen für gegenüberliegende Zylinder beibehielt, ergab sich ein unrunder Lauf. Er konnte in späteren Versionen durch eine Kurbelwelle mit versetzten Kurbelzapfen korrigiert werden. Der 2664 cm³ große Motor mit Vollaluminiumgehäuse wurde von Renault im Werk in Douvrin bis 1998 gebaut. Für den A310 wurde er von Alpine überarbeitet. 1975 entwickelte Alpine auf der Grundlage dieses Motors eine Sechszylinder-Variante des A310. Die Motoraufhängung wurde vollständig neu konstruiert. Damit ist eine nachträgliche Umrüstung eines Vierzylindermodells auf einen Sechszylindermotor nicht möglich.
Um die Umrüstung des A310 auf den Sechszylinder-Motor zu realisieren, entstanden im Laufe des Jahres 1975 zwei unterschiedliche Prototypen des A310 V6, die intensiven Tests unterzogen wurden. Einer der Prototypen hatte Klappscheinwerfer und erinnerte in der Linienführung des Hecks an den Maserati Merak. Der zweite war lediglich am Heck geändert.
Am Ende hat man sich dazu entschlossen, keine bedeutenden äußerlichen Veränderungen am Heck des Fahrzeugs vorzunehmen, und überarbeitete in Details das Design der Vierzylinderversion. Daraus resultierten geringfügige stilistische Änderungen bei der A310 V6. Anstelle der sechs Frontscheinwerfer des Vierzylindermodells trug der A310 V6 nur vier Scheinwerfer. Die Luftauslässe in den Kotflügeln wurden bei der V6 geschlossen, das Alpine-Emblem an den Seiten entfiel. Zudem bekam der A310 V6 eine Heckabrisskante.

#### Alpine A310 V6
Typ: A310 intern: 2700VA
Anfang 1976 war die Entwicklung des V6-Modells abgeschlossen und die ersten 140 Exemplare des A310 V6 verließen das Werk in Dieppe. Der PRV-Motor leistete in der Serienversion des Alpine A310 V6 110 kW (150 PS) bei 6000/min, in der Rennversion 198 kW (270 PS.) Serienmäßig ist ein Register aus einem Solex-Fallstromvergaser 34 TBIA und ein Solex-Doppelfallstromvergaser 35CEEI, die beide in eine zentrale Ansaugspinne einspeisen und beide die sechs Zylinder versorgen. Diese Konstruktion ist eher ungewöhnlich. Der gering belastete Motor kann mit einfachen Änderungen, zum Beispiel durch andere Vergaser, eine Leistungssteigerung erhalten. Der V6-Motor des A310 V6 passte besser zum höheren Gewicht des Fahrzeugs.
Mit 9276 Exemplaren, die von Frühjahr 1976 bis Anfang 1985 gebaut wurden, war der A310 V6 deutlich erfolgreicher als der vierzylindrige Vorgänger. Er wurde das nach den Verkaufszahlen erfolgreichste Modell von Alpine und sogar noch häufiger verkauft als der berühmte A110 Berlinette.

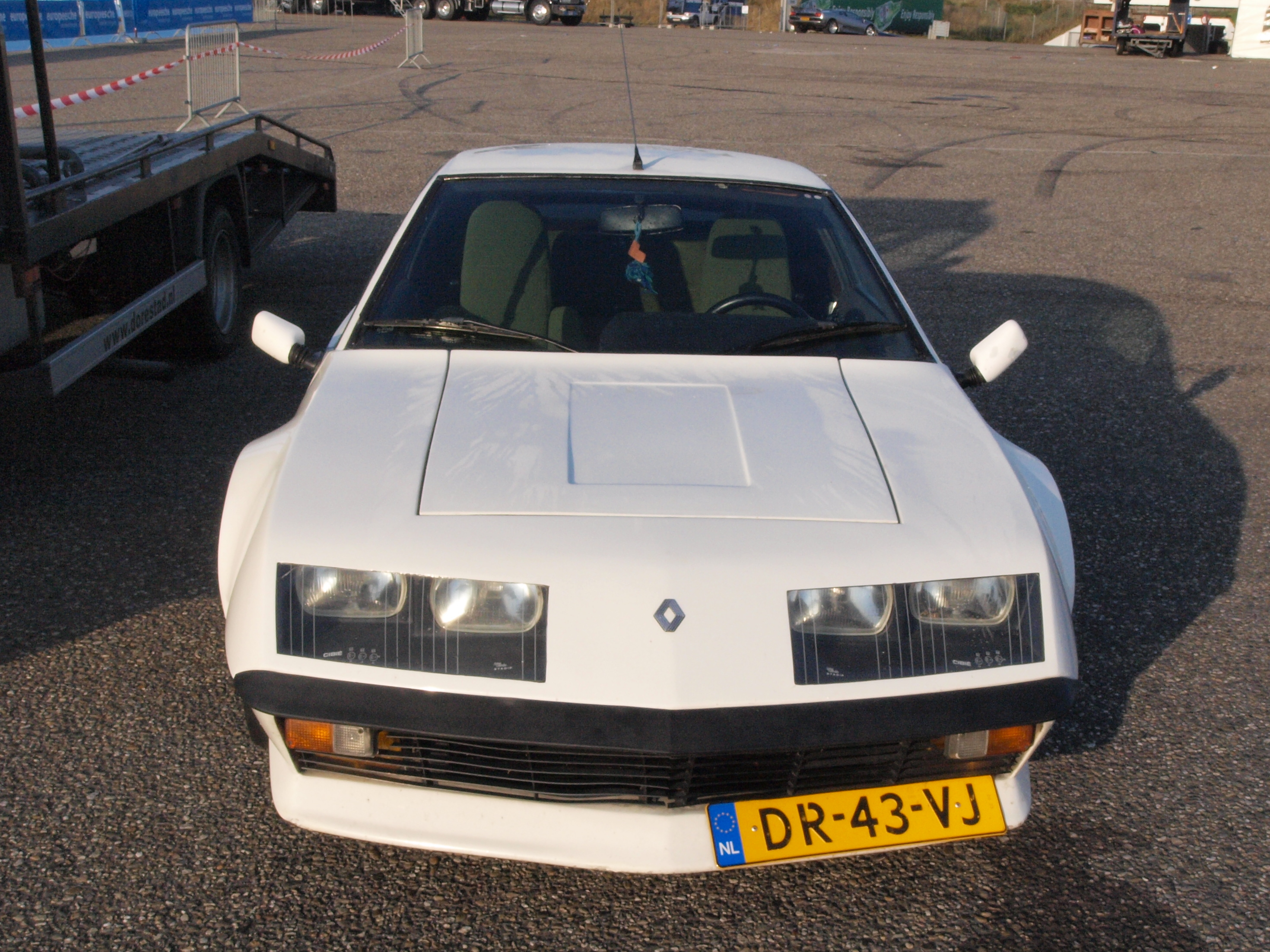
Alpine A310 V6 (1976–1980)
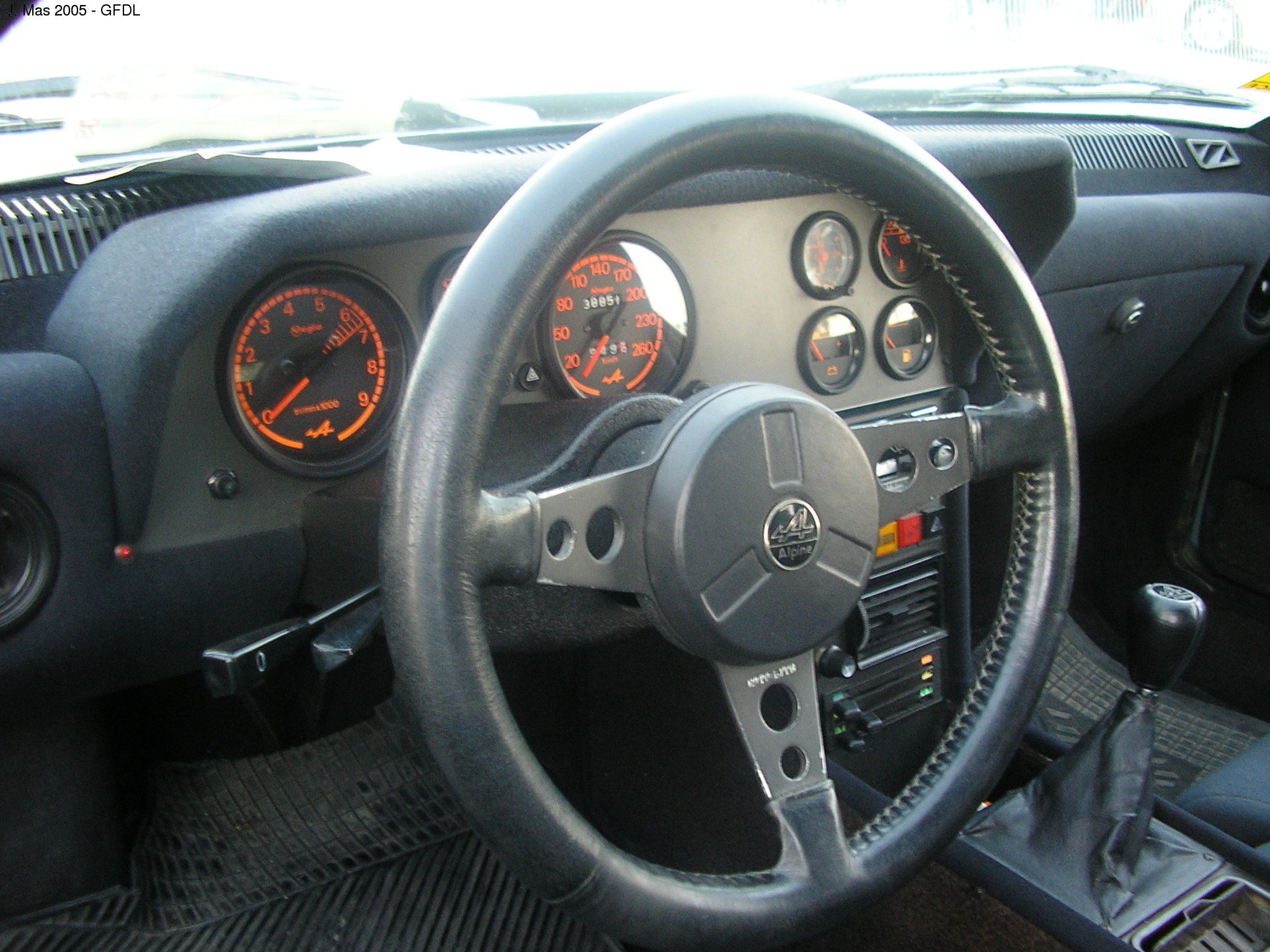
Cockpit des Alpine A310 V6 (später kam ein weiteres Instrument hinzu)
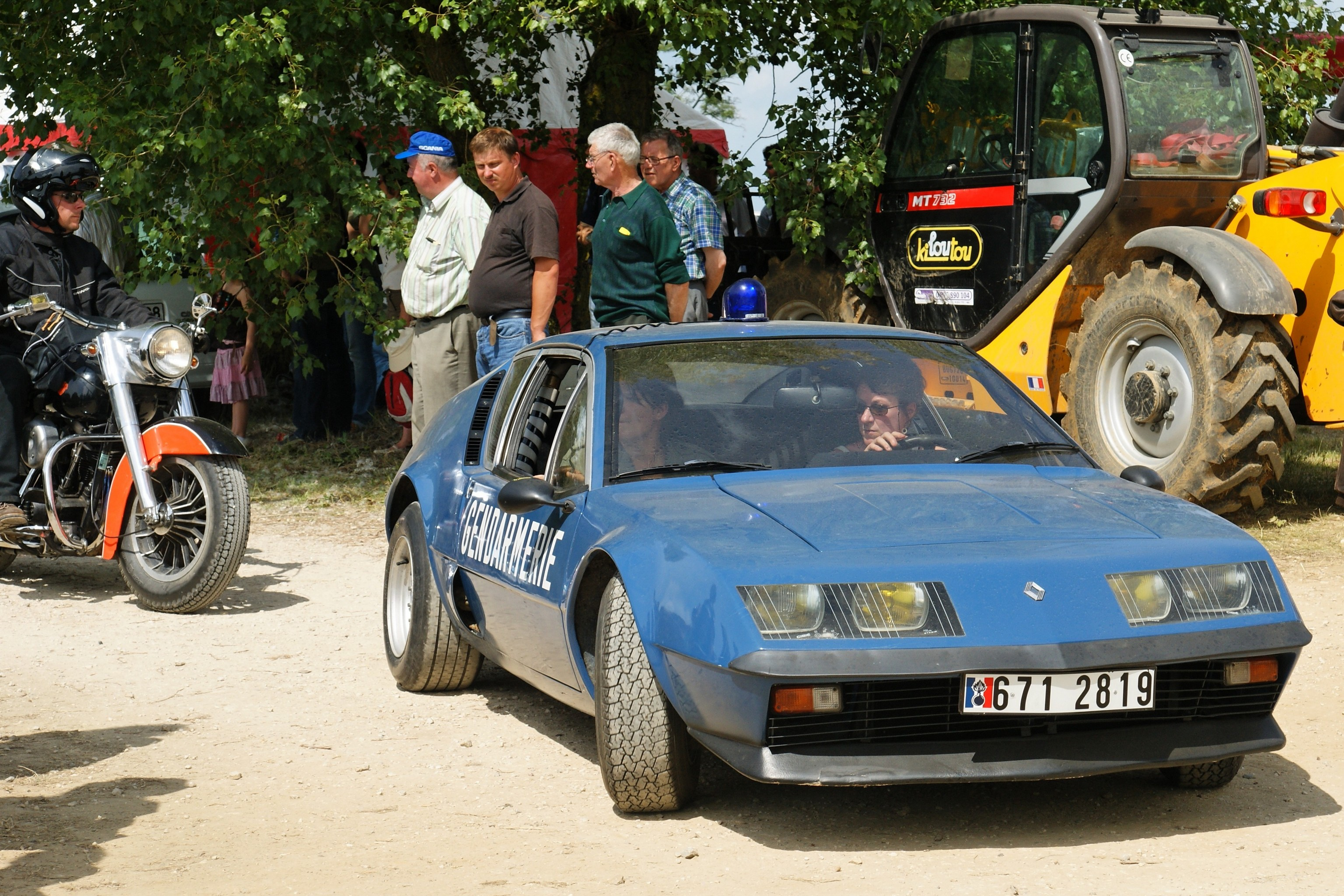
Alpine A310 V6 als Polizeifahrzeug
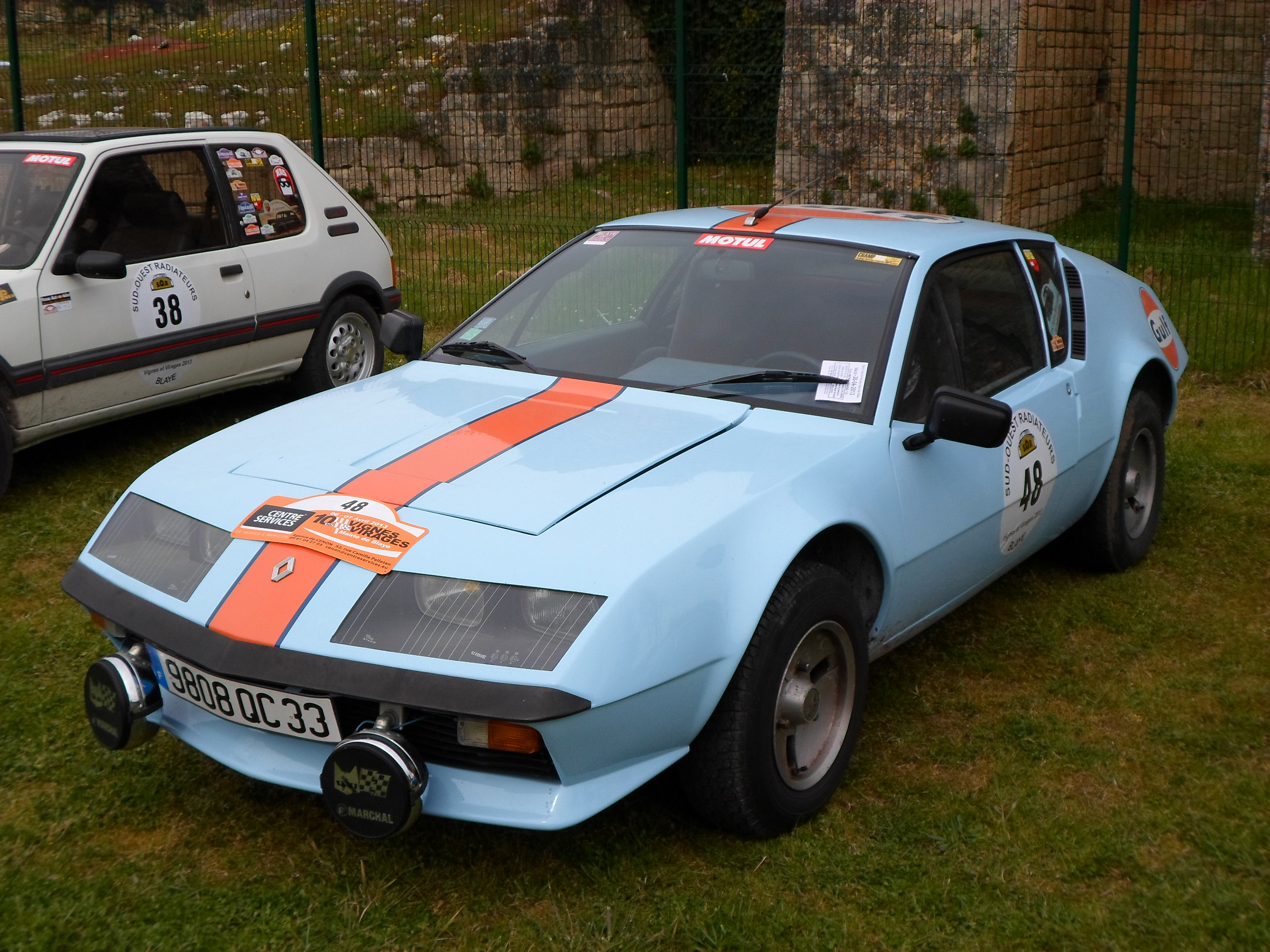
Ein Alpine A310 V6 im Jahr 2013

Im Zuge einer umfassenden Modellpflege wurden im Herbst 1980 die schmalen Gummistoßstangen vorne und hinten durch große Kunststoffstoßstangen ersetzt sowie die Dreilochräder durch die aus dem Renault 5 Turbo stammenden Vierloch-TRX-Räder mit Turbinendesign (vorn 190/55 VR 340, hinten 220/55 VR 365), parallel wurden die Radläufe neu konturiert. Die neue Doppelquerlenker-Hinterachse mit ungleich langen Dreiecks-Querlenkern entsprach der des R5 Turbo. Robert Opron, ein französischer Designer, der seinerzeit für Renault tätig war, betreute diese Modifikationen. Opron hatte vorher bei Simca und Citroën gearbeitet und dort die Form des Simca 1100 sowie des Citroën SM entwickelt.
Die zweite Serie des A310 V6 bekam außerdem vergrößerte Außenspiegel und ein zusätzliches Instrument im Armaturenbrett zur Anzeige des Motorölstandes. Der Leichtmetallmotor erhielt eine kontaktlose Transistorzündung und die Fläche der Scheibenbremsen wuchs von 1106 auf 1416 cm². Der Alpine A310 V6 ab Baujahr 1981 hat eine eingetragene Höchstgeschwindigkeit von 225 km/h und war damit das schnellste in Frankreich gebaute Straßenfahrzeug dieser Zeit. Die Beschleunigung von 0 auf 100 km/h lag bei 7,8 Sekunden. Ein Alpine A310 V6 kostete 1981 je nach Ausstattung ca. 44.000 DM und lag damit nur knapp unter dem Verkaufspreis eines Porsche 911.

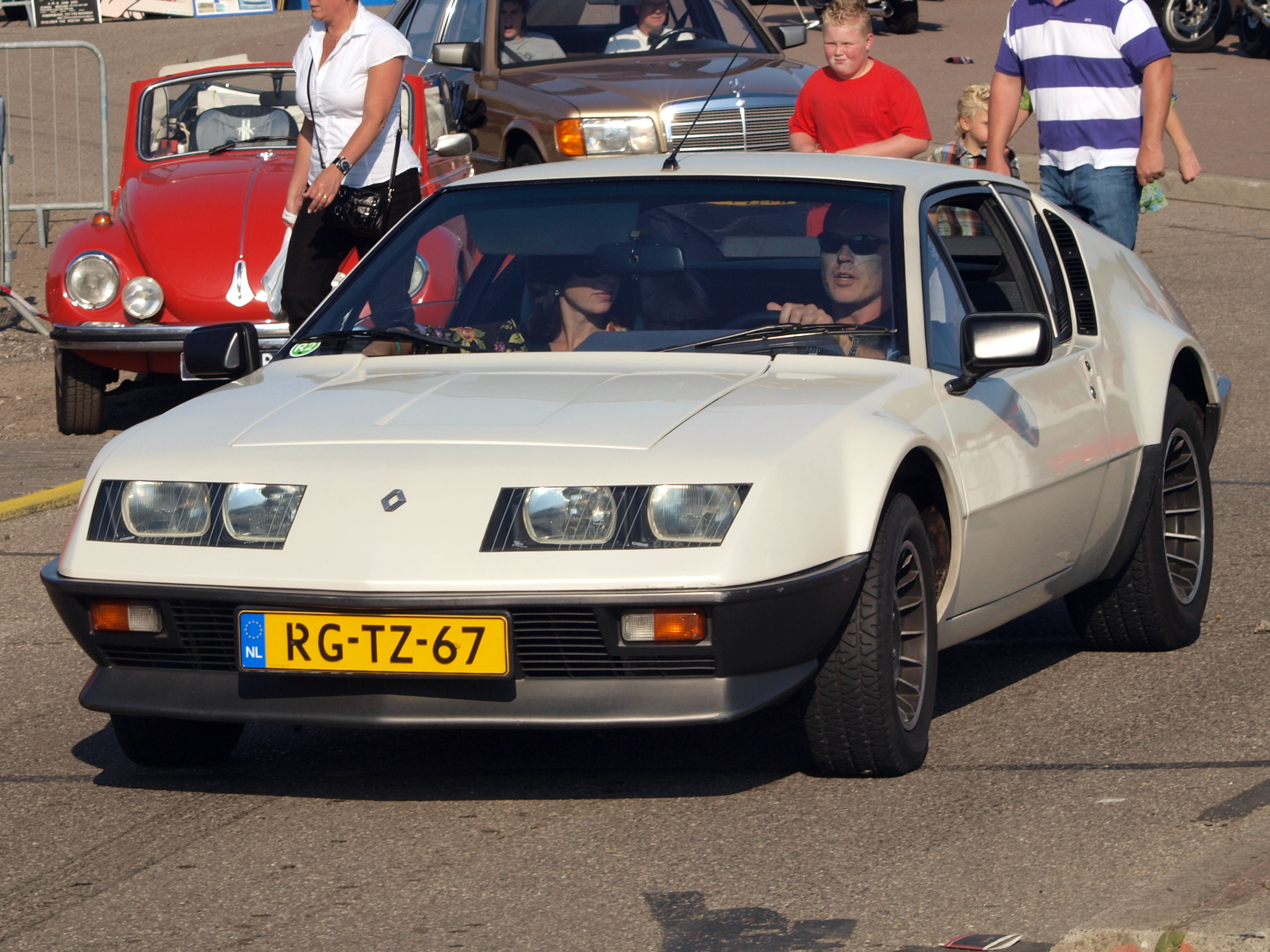
Alpine A310 V6 (1980–1985)
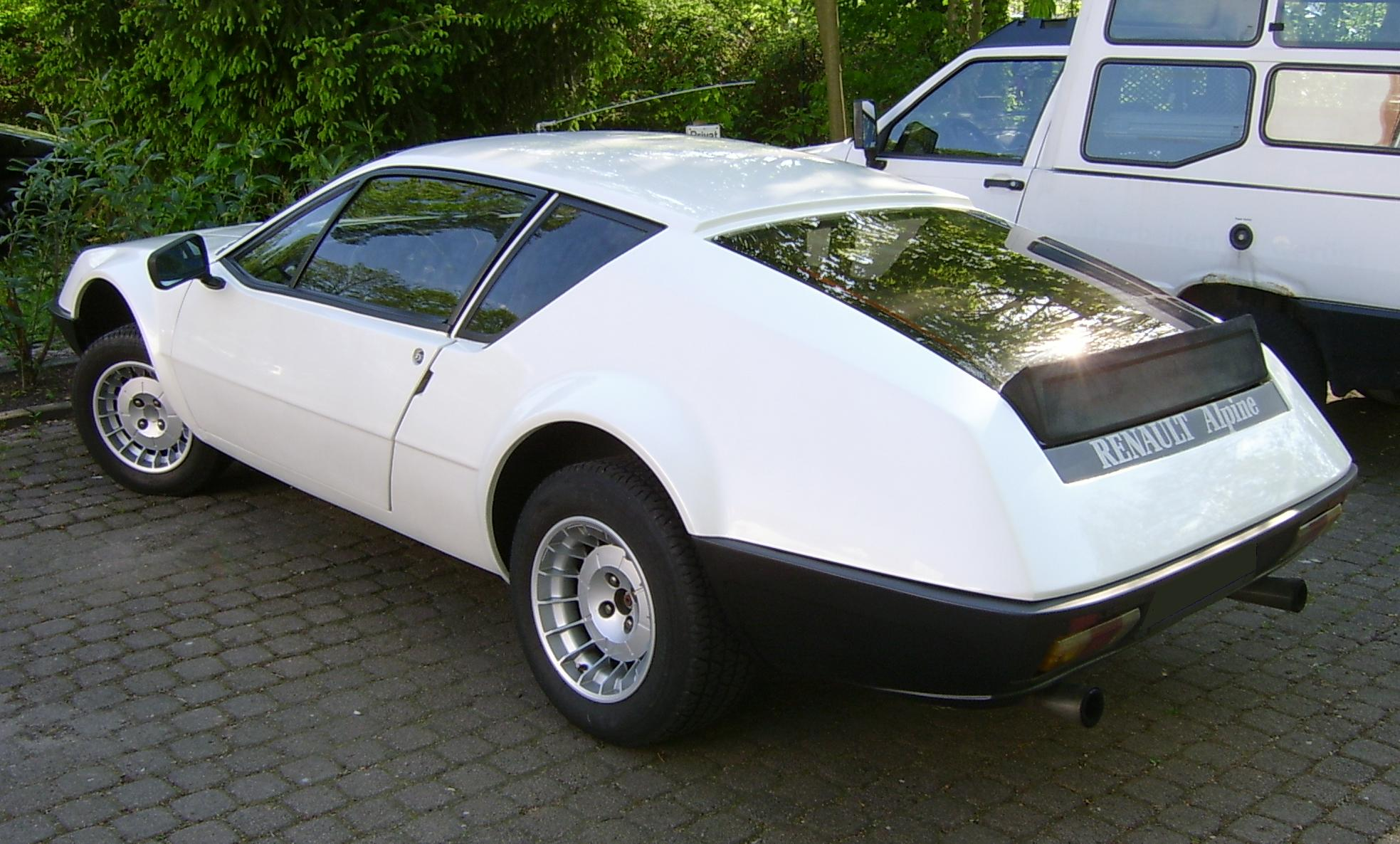
Heckansicht

#### Alpine A310 V6Pack GT
Typ: A310 intern: 2700VAA
Der Alpine A310 V6 Pack GT ist eine ab dem Jahr 1983 angebotene verbreiterte Version des A310 V6, die in Frankreich als A310 GT-Pack und in Deutschland als A310 S angeboten wurde. Dieses Modell wurde nur von 1983 bis 1985 gebaut. Der A310 GT-Pack erhielt neben der verbreiterten Karosserie und den deutlich weiter ausgestellten Kotflügeln einen geänderten Heck- sowie Frontspoiler.
Durch die Verbreiterung des A310 V6 GT reduzierte sich seine eingetragene Höchstgeschwindigkeit auf 215 km/h. Zudem erhielt dieses Modell andere Räder, wobei an der Motorisierung nichts geändert wurde. Nach einer Überarbeitung der Türschlösser hatten die meisten echten A310 V6 GT Pack einen zusätzlichen Druckknopf in den Türen. Auf dem Markt werden heute viele Fahrzeuge angeboten, die nachträglich verbreitert wurden. Die Kennzeichnung der echten Pack GT ist 2700VAA, die einer regulären Version 2700VA.

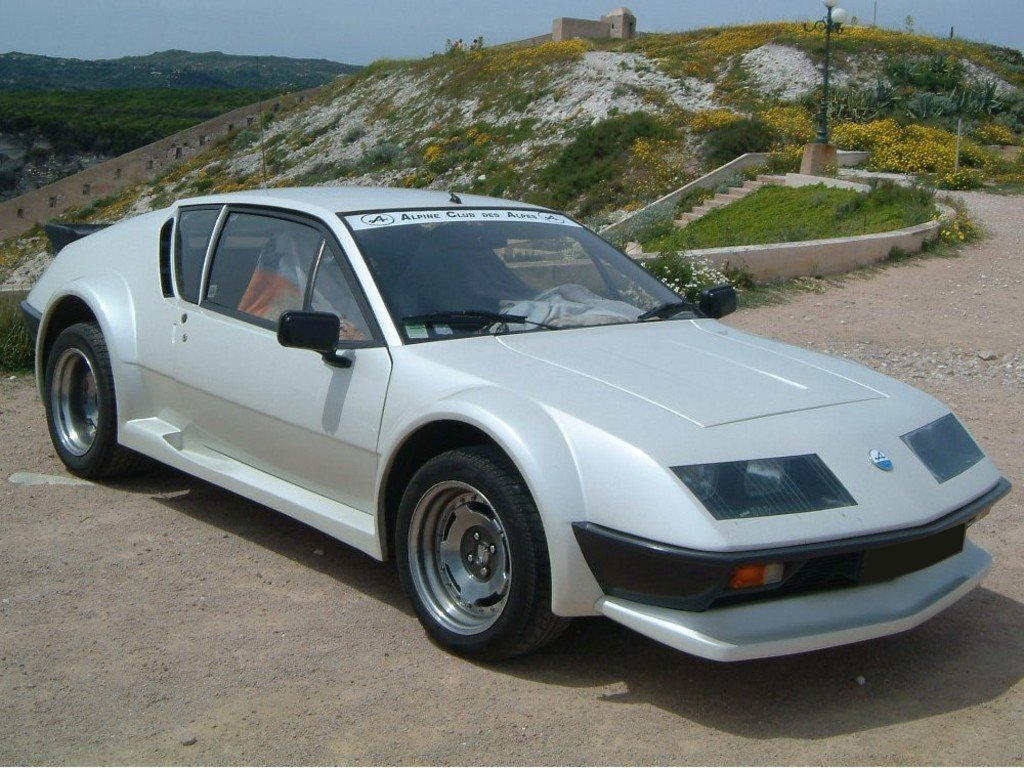
Alpine A310 V6 Pack GT (1983–1985)
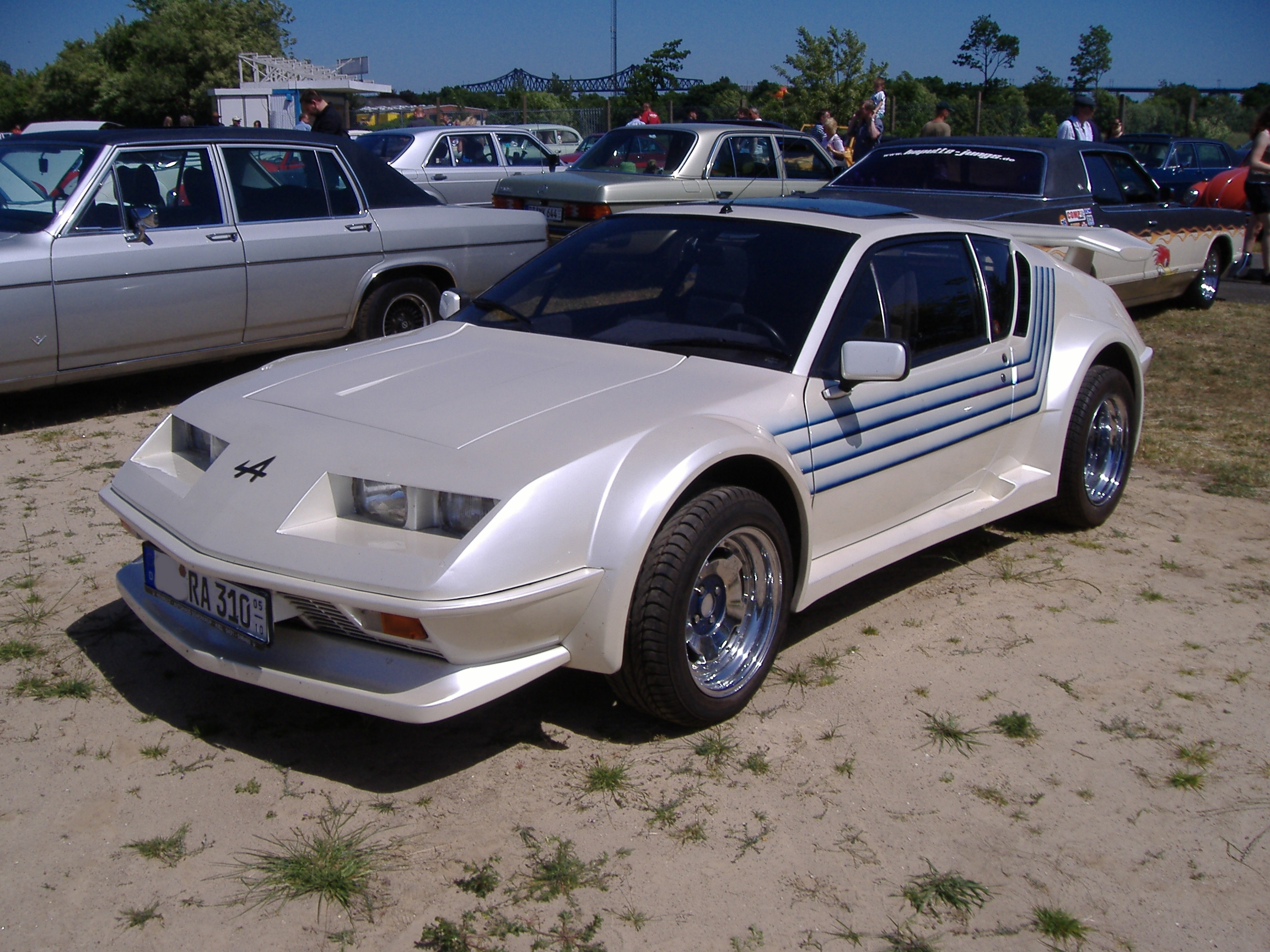
Alpine A310 V6 (o. g. zusätzlicher Druckknopf)
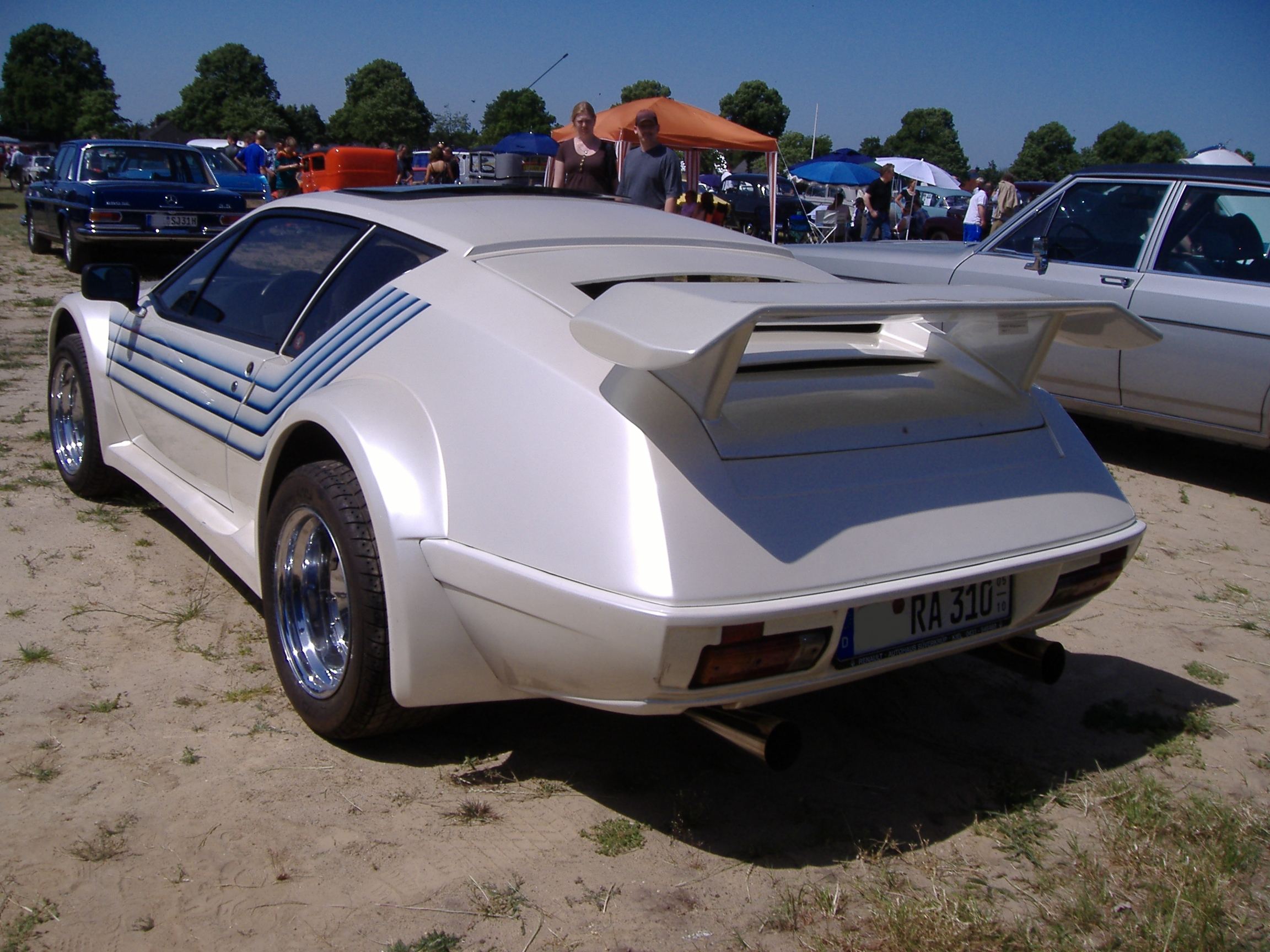
Alpine A310 V6 mit Bodykit

#### A310 V6Kit Boulogne
Eine Ableitung des A310 V6 GT-Pack ist eine als Kit Boulogne bezeichnete Version mit umfangreichen Veränderungen am Motor. Die Kit Boulogne-Fahrzeuge hatten einen auf 2,8 Liter vergrößerten PRV-Sechszylindermotor, der sich an einen 1977 für den Rallye-Sport entwickelten Motor anlehnte. Er war mit zwei Dreifachvergasern von Weber (Typ IDA46) ausgerüstet und leistete 142 kW (193 PS) bei 6000 Umdrehungen pro Minute. Die Höchstgeschwindigkeit dieses Modells betrug 235 km/h. Äußerlich entsprach die Karosserie des Kit Boulogne der Karosserie des Alpine A310 V6 GT Pack, sie wurde jedoch ab Werk als einzige mit einem Schuppengrill als Motorhaube ausgestattet, der sich von dem Schuppengrill aus dem Zubehör unterscheidet.
Das Kit Boulogne-Modell ist eine seltene Version des A310. Es entstanden nur wenige Werksfahrzeuge. Neben ihnen existieren einige Nach- und Umbauten.

#### Alpine A310 V6Group 4
Auf dem Markt werden heute immer wieder auch Fahrzeuge aus den Baujahren 1976 bis 1980 mit einer Verbreiterung angeboten, wie sie ab Werk Dieppe nur sechs Fahrzeuge der ersten Serie aufwiesen. In der Regel sind es Fahrzeuge, die nachträglich verbreitert wurden.

## Sportliche Erfolge

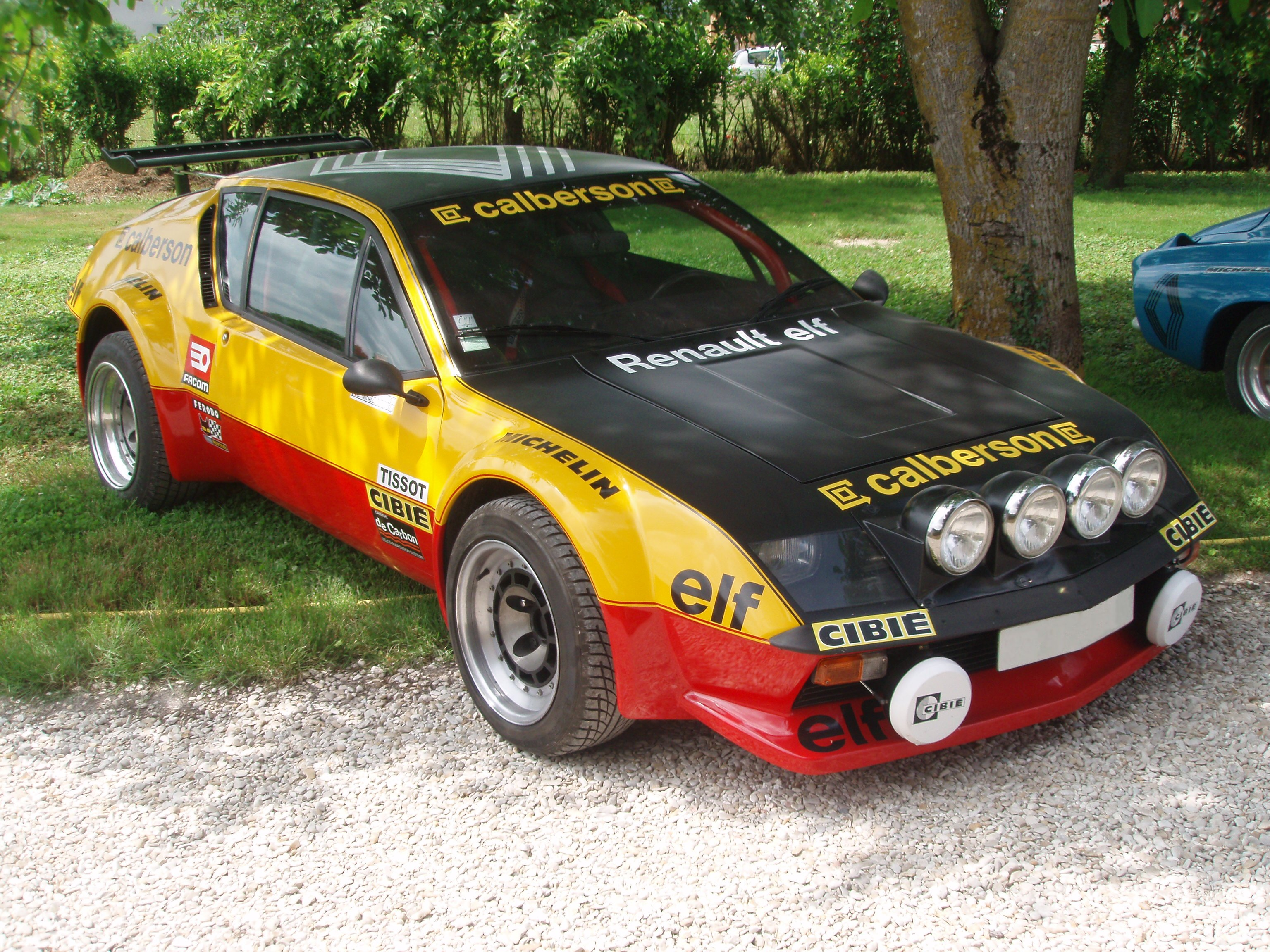
Rallye-Version eines A310

Der Alpine A310 steht sportlich oft im Schatten des A110 Berlinette, der viele Jahre den Rallyesport prägte und von 1961 bis zur Mitte der 1970er-Jahre im aktiven Rennsport eingesetzt wurde. Der Alpine A310 gelangte erst 1976 mit Verwendung des V6-Motors zur vollständigen Reife, da dieser leistungsstärkere Motor das höhere Gewicht ausgleichen konnte. Die Rennversion des Alpine A310 V6 hatte 270 PS und wurde nur sehr kurz (ca. 1 Jahr), aber erfolgreich im Rennsport eingesetzt. Beim ersten Renneinsatz des Alpine A310 V6 bei der internationalen Rallye du Var setzte sich Guy Fréquelin gegen 190 Teams, die am Start waren, durch. Die weitere Bilanz von 1976 waren drei Teilnahmen an Rallyes, Ergebnis waren drei Siege für Alpine. Die Calberson Alpine A310 mit Guy Fréquelin schlugen Konkurrenten wie den legendären Lancia Stratos und auch Porsche mit mehr PS (Calberson ist der Name eines Sponsors, der Alpine bereits in den 1960er-Jahren in der Prototypenkategorie unterstützt hatte). 1977 wurde somit der Calberson-Alpine A310 V6 mit Guy Fréquelin und Jacques Delaval französischer Rallye-Meister. Im gleichen Jahr (1977) gewann Jean Ragnotti mit dem Alpine A310 V6 die französische Rallycross-Meisterschaft und der Österreicher Herbert Grünsteidl gewann mit einem weitgehend baugleichen Alpine A310 V6 die FIA Rallycross-Europameisterschaft. Weitere Siege von 1977: Sieg für Alpine A310 V6 bei der Rallye Neige et Glace, bei der Ronde de la Giraglia, bei der Rallye d’Armor, beim Critérium J. Behra, bei der Rallye de Touraine, bei der Ronde Limousine, bei der Rallye de la Châtaigne, bei der Critérium des Cévennes, bei der Rallye du Vercors, bei der Rallye du Var.
1978 übernahm Renault die Sportwagenmarke Alpine vollständig. Jean Rédélé legte sein Amt als President Directeur General bei Alpine nieder und verkaufte seine letzten Anteile an Renault. Diese Änderungen führten dazu, dass ab 1978 keine Alpine-Fahrzeuge mehr im Rennsport eingesetzt wurden. Der Mutterkonzern Renault, der ab 1977 mit einem Werksteam in der Formel 1 vertreten war, hatte kein Interesse daran, die lange Tradition von Alpine-Fahrzeugen im Rallyesport weiterzuführen.
Durch diese interne Veränderung endete die sportliche Karriere aller Alpine-Fahrzeuge, im Fall des Alpine A310 V6 noch bevor sie eigentlich richtig begonnen hatte.

## Produktion
| Produktionszahlen | Produktionszahlen | Produktionszahlen |
| Modelljahr        | A310 Vierzylinder | A310 V6           |
| ----------------- | ----------------- | ----------------- |
| 1971              | 301               | –                 |
| 1972              | 402               | –                 |
| 1973              | 658               | –                 |
| 1974              | 344               | –                 |
| 1975              | 306               | –                 |
| 1976              | 329               | 140               |
| 1977              | –                 | 1.220             |
| 1978              | –                 | 1.216             |
| 1979              | –                 | 1.381             |
| 1980              | –                 | 1.138             |
| 1981              | –                 | 1.284             |
| 1982              | –                 | 1.095             |
| 1983              | –                 | 1.139             |
| 1984/1985         | –                 | 663               |
| Gesamt            | 2.340             | 9.276             |

## Seriennummern
1971....4 Zyl. Vergaser......1600 VE......................001 to 0010

1972....4 Zyl. Vergaser......1600 VE....................0011 to 0550

1973....4 Zyl. Vergaser......1600 VE....................0551 to 1200

1974....4 Zyl.injection..........1600 VF.................21185 to 21750

1975....4 Zyl.injection..........1600 VF.................21751 to 22016

1976....4 Zyl.injection..........1600 VF.................22017 to 22137

1976....4 Zyl. einf.Verg.....1600 VG.................40000 to 40386

1977....V6..........................2700 VA.................43015 to 43795

1978....V6..........................2700 VA.................43796 to 45089

1979....V6..........................2700 VA

1979....V6 GR IV................2700 VA.................45090 to 46355

1980....V6..........................2700 VA.................46356 to 47683

1981....V6..........................2700 VA.................47710 to 48847

1982....V6..........................2700 VA.................48848 to 49960

1983....V6..........................2700 VA

1983....V6 GT.....................2700 VAA...............49961 to 52093

1984....V6..........................2700 VA

1984....V6 GT.....................2700 VAA...............E0000001 to E0001781

1985....V6..........................2700 VA

1985....V6 GT.....................2700 VAA...............F0000324 to F0001874

## Identifizierung des Landes der Erstauslieferung
Der Ländercode findet sich auf einer Metall-Plakette die im Motorraum angebracht ist. Auf diesem Schild sind unter anderem die VIN und Achslasten vermerkt. Diese Angaben finden sich auf der linken Seite, rechts befindet sich ein Oval. In diesem Oval, in dem unter anderem die Codes für Lack, Polsterung usw. vermerkt sind, findet sich auch der Ländercode.
Folgende Ländercodes wurden verwendet:
100 Frankreich

101 Belgien

102 Italien

103 Niederlande

120 Deutschland

123 Schweiz

267 Spanien

203 Mexiko

267 Portugal
Nur über die VIN lassen sich keine Informationen über Farbe, Polsterung oder Erstauslieferungsland herleiten, sodass diese Codes bei der entsprechenden Ersatzteilsuche notwendig sind.